# Morti nel 1548
| Questa pagina contiene informazioni ricavate automaticamente dalle voci biografiche con l'ausilio del template Bio e di un bot. L'aggiornamento è periodico e automatico e ricostruisce completamente la pagina. Se manca una persona in questa lista, sei pregato di non aggiungerla, ma accertati piuttosto che la sua voce biografica contenga il template Bio e che i dati anagrafici siano correttamente compilati. Se il template Bio manca, inseriscilo tu stesso o, in alternativa, metti l'avviso {{tmp\|Bio}} che ne segnala la mancanza. Se i dati riportati sono sbagliati, correggi direttamente la voce biografica; le modifiche saranno visibili in questa lista entro pochi giorni. Per chiarimenti vedi il progetto biografie. La lista contiene solo le 58 persone che sono citate nell'enciclopedia e per le quali è stato implementato correttamente il template Bio. Pagina aggiornata al 31 ago 2024. |

## Gennaio(3)
- 2 gennaio - Eufrasia Burlamacchi, miniatrice italiana (n. 1482)
- 9 gennaio - Mathias Zell, teologo tedesco (n. 1477)
- 23 gennaio - Bernardo Pisano, cantore e compositore italiano (n. 1490)

## Febbraio(3)
- 14 febbraio - Francesco Burlamacchi, politico italiano (n. 1498)
- 15 febbraio - Matheo de Aranda, musicologo portoghese (n. 1495)
- 26 febbraio - Lorenzino de' Medici, politico, scrittore e drammaturgo italiano (n. 1514)

## Marzo(4)
- 8 marzo - Stefano IV Colonna di Palestrina, nobile e militare italiano (n. 1490)
- 23 marzo - Amari Torayasu, militare giapponese (n. 1498)
- 23 marzo - Itagaki Nobukata, militare giapponese (n. 1489)
- 30 marzo - Agostino Trivulzio, cardinale italiano (n. 1485)

## Aprile(2)
- 1º aprile - Sigismondo I Jagellone, re (n. 1467)
- 10 aprile - Francisco de Carvajal, generale e esploratore spagnolo (n. 1464)

## Maggio(2)
- 10 maggio - Johannes Dantiscus, poeta e umanista polacco (n. 1485)
- 18 maggio - Giulio Cibo, politico (n. 1525)

## Giugno(3)
- 3 giugno - Juan de Zumárraga, arcivescovo cattolico e francescano spagnolo (n. 1468)
- 6 giugno - João de Castro, esploratore portoghese (n. 1500)
- 11 giugno - Agostino Busti, scultore italiano (n. 1483)

## Luglio(4)
- 4 luglio - Filippo duca del Palatinato-Neuburg, nobile tedesco (n. 1503)
- 11 luglio - Berardino Elvino, vescovo cattolico italiano (n. 1504)
- 18 luglio - Pascual de Andagoya, condottiero spagnolo (n. 1495)
- 29 luglio - Gabriele di Saluzzo, abate e marchese italiano (n. 1501)

## Agosto(2)
- 2 agosto - Enrico II di Münsterberg-Oels, nobile boemo (n. 1507)
- 9 agosto - Pietro Lippomano, vescovo cattolico italiano (n. 1504)

## Settembre(4)
- 5 settembre - Caterina Parr, sovrana (n. 1512)
- 8 settembre - Giovanni IV von Pernstein, nobile ceco (n. 1487)
- 21 settembre - Gregorio Cortese, cardinale e arcivescovo cattolico italiano (n. 1483)
- 23 settembre - Giovanni Tagliavia d'Aragona, nobile, politico e militare italiano (n. 1502)

## Ottobre(2)
- 19 ottobre - Giovanni Battista da Sangallo, architetto italiano (n. 1496)
- 25 ottobre - Francesco d'Orléans-Longueville, nobile francese (n. 1513)

## Novembre(3)
- 10 novembre - Cristoforo di Messisbugo, cuoco italiano
- 16 novembre - Gaspare Crucigero, teologo tedesco (n. 1504)
- 16 novembre - Bernardino Martirano, poeta e politico italiano (n. 1490)

## Dicembre(1)
- 27 dicembre - Francesco Spiera, avvocato italiano (n. 1502)

## Senza giorno specificato(25)
- Juan Diego Cuauhtlatoatzin, veggente azteco
- Sri Sudachan,  siamese
- Strongilah, imprenditrice ottomana
- Worawongsa, sovrano siamese
- Yot Fa, sovrano siamese (n. 1535)
- Asakura Takakage, militare giapponese (n. 1493)
- Gianfrancesco Bonzagna, medaglista, incisore e orafo italiano (n. 1470)
- Battista Dossi, pittore italiano
- Fritz Erbe,  tedesco
- Agostino Falivene, vescovo cattolico italiano
- Andrea di Cosimo Feltrini, pittore italiano (n. 1477)
- Ludovico Fogliani, musicista italiano (n. 1490)
- Leonardo da Pistoia, pittore italiano (n. 1502)
- Nicolò Maria Lodron (n. 1475)
- Giacomo Antonio Lucifero, vescovo cattolico italiano (n. 1504)
- Matsudaira Nobutaka, militare giapponese
- Fulvio Pellegrino Morato, umanista italiano
- Gonzalo Pizarro, militare spagnolo
- Guillaume Poyet, giurista e politico francese
- Ludwig Refinger, pittore tedesco
- Scipione Roero, vescovo cattolico italiano
- Agostino Steuco, filologo, antiquario e filosofo italiano (n. 1497)
- Toki Yorizumi, militare giapponese
- Cesare Trivulzio, vescovo cattolico italiano
- Jacopo da Fogliano, compositore, organista e clavicembalista italiano (n. 1468)